# Corrente della Tasmania
La corrente della Tasmania (in lingua inglese Tasman outflow e più recentemente indicata nella letteratura scientifica come Tasman leakage, cioè deflusso della Tasmania) è una via di efflusso dell'acqua marina dall'Oceano Pacifico e dall'Oceano Indiano, che scorre a profondità comprese tra 300 e 1000 metri.
L'esistenza di questo percorso di deflusso oceanico fu individuata nell'agosto del 2007 dalla Divisione di Ricerca Atmosferica e Marina del CSIRO, Commonwealth Scientific and Industrial Research Organisation, l'agenzia governativa australiana per la ricerca scientifica; gli studi si erano concentrati sull'interpretazione dei dati di temperatura e salinità dell'acqua rilevati tra il 1950 e il 2002.
La corrente della Tasmania viene considerata il collegamento mancante nel flusso delle correnti dell'emisfero australe oltre a rappresentare un'importante componente della circolazione termoalina globale.

## Caratteristiche

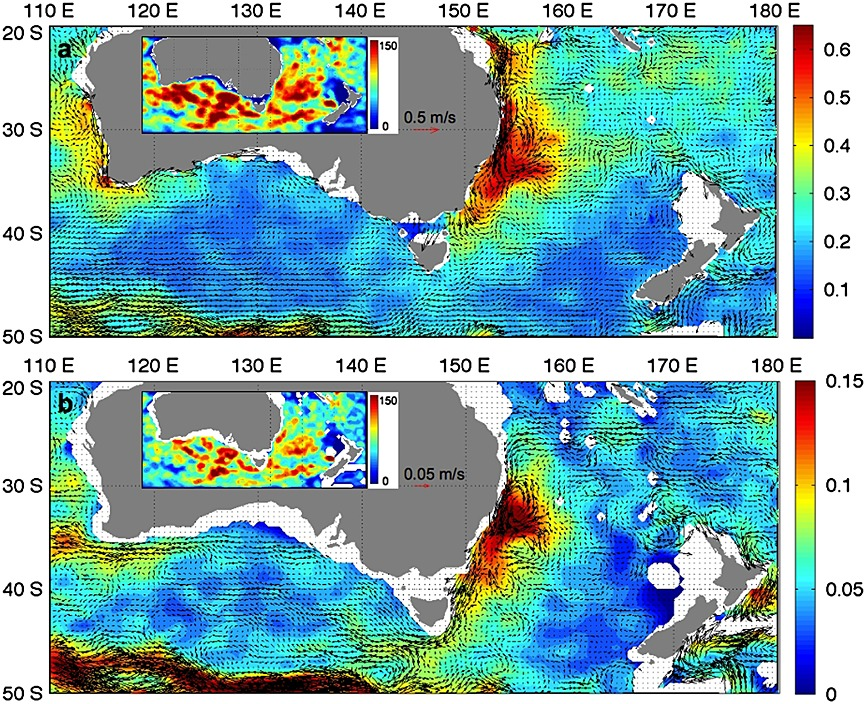
Velocità media della corrente della Tasmania (in m/s) indicata con codice a colori nei pressi dell'Australia, misurata alla superficie del mare (sopra) e alla pressione di 1000 dbar (sotto). Nell'inserto è riportato il numero di dati disponibili per ogni cella di 0,5° × 0,5°.

La corrente della Tasmania è innescata dalla corrente dell'Australia Orientale. Fino al 2007 si riteneva che l'acqua di questa corrente si muovesse in direzione sudest verso la Nuova Zelanda; questo movimento è reale, ma limitato solamente alla superficie, come è stato confermato dal posizionamento di boe di superficie e di profondità, calibrate per una pressione di 1000 dbar e rilasciate dalla nave oceanografica Argo. Alle profondità intermedie (tra 300 e 1000 metri) l'acqua vira verso sud e in direzione ovest, girando attorno alla parte meridionale della Tasmania. È proprio quest'acqua, che si stacca dalla corrente dell'Australia orientale per dirigersi verso la Tasmania, che viene definita come la corrente della Tasmania.
La corrente continua il suo movimento verso ovest oltrepassando la Grande Baia Australiana fino a confluire nell'Oceano Indiano, che in questo modo viene collegato all'Oceano Pacifico. Data la sua profondità, la corrente trasporta prevalentemente acqua modale subantartica e acqua intermedia dell'Antartico, con un trasporto di volume di 4,2 ± 4,3 Sv.
La corrente è confinata in uno stretto percorso compreso tra la Tasmania e la corrente circumpolare antartica, che ha un flusso molto più forte in direzione est subito a sud della Tasmania.

## Ruolo nella circolazione termoalina
Prima della scoperta della corrente della Tasmania, gli studi sulla circolazione termoalina nell'emisfero australe erano concentrati prevalentemente su altri due percorsi. Il primo, che è chiamato la rotta fredda, scorre attraverso il canale di Drake e trasporta acqua fredda oceanica di profondità dall'Antartide all'Oceano Pacifico e a quello Indiano. Il secondo, che è chiamato la rotta calda, proviene dall'Indonesia e trasporta acqua calda nell'Oceano Indiano.
La corrente della Tasmania rappresenta quindi una terza rotta della circolazione termoalina che trasporta acqua dall'Oceano Pacifico all'Atlantico settentrionale. Inoltre la corrente della Tasmania agisce come una seconda via d'accesso (oltre a quella indonesiana) che permette all'acqua del Pacifico di raggiungere l'Oceano Indiano.
A livello dell'Atlantico equatoriale, il contributo della corrente della Tasmania è comparabile a quello delle altre due rotte, con un volume di trasporto di circa 3 Sv.
La corrente della Tasmania viene considerata una terza rotta in quanto la sua acqua non si mescola con quella degli altri due percorsi, dal momento che scorre in profondità al di sotto delle altre acque. È più fredda, meno salina e più densa degli altri flussi, a causa dell'apporto di acqua fresca da parte dell'acqua intermedia antartica nel Pacifico meridionale. Il flusso di questa corrente è quasi interamente situato a una profondità al di sotto di 300 metri. Le influenze dall'esterno sono piuttosto limitate a causa del suo posizionamento al di sotto dello strato miscelato, per cui le variazioni di temperatura e salinità sono molto limitate.